# Герб Вестерботтену
Герб Вестерботтену (швед. Västerbottens vapen) — символ історичної провінції (ландскапу) Вестерботтен. 
Також використовується як елемент гербів сучасних адміністративно-територіальних утворень ленів Вестерботтен та Норрботтен.

## Історія
Герб ландскапу з оленем використовувався під час похоронної процесії короля Густава Вази 1560 року.
На малюнку з рукопису 1562 року олень стоїть на задніх лапах. У ХІХ ст. в гербі додаються зірки.   

## Опис (блазон)
У всіяному золотими шестипроменевими зірками синьому полі біжить срібний північний олень із червоними рогами та копитами.

## Зміст
Північний олень є типовим представником місцевої фауни. Появу зірок пояснюють впливом герба Бернадотів.
Герб ландскапу може увінчуватися герцогською короною.